# Jučer, danas...?
Jučer, danas...? je osmi album hrvatskog pjevača Harija Rončevića koji sadrži 10 pjesama. Objavljen je 2001. godine.

## Popis pjesama
1. "Više ne želim te"
2. "Zauvik odlazim"
3. "Kome ćeš sad"
4. "Kada ljubim"
5. "Rastanak bez suza"
6. "Neću ić vanka"
7. "Sve bih dao"
8. "Jesam li vrijedan sad"
9. "Uzmi me noćas"
10. "Danas"